# 南京图书馆
32°02′38″N 118°47′25″E / 32.04389°N 118.79028°E
南京图书馆，为江苏省省级的公共圖書館、国家一级图书馆。新馆位于南京市中山东路189号，旧馆位于成贤街66号，古籍部位于龙蟠里9号。截至2013年底，南京图书馆共收藏各种文献1100万余册，仅次于中国国家图书馆和上海图书馆，是中国第三大图书馆、亚洲第四大图书馆。

## 历史
南京图书馆前身可追溯到1907年由清朝两江总督端方创办的江南图书馆，位于南京龙蟠里惜阴书院旧址。
1927年，江南圖書館更名为第四中山大学国学图书馆。1928年5月，更名为国立中央大学国学图书馆。1929年10月，又更名为江苏省立国学图书馆。
1933年4月，南京国民政府教育部筹建国立中央图书馆，地址位于成贤街。
1937年西迁重庆，1946年返都南京。
1950年3月19日，中國大陸的中央圖書館奉文化部令，更名为国立南京图书馆。
1952年10月，江蘇省立國學圖書館并入国立南京图书馆。1954年7月，文化部将国立南京图书馆改名为南京图书馆。
1998年，南京圖書館大行宫館區（新館）正式立案，2002年正式動工，2006年11月落成並部分對外開放，2007年全面開放。新館地處南京市大行宮地段，與南京總統府隔街相望。

## 图集

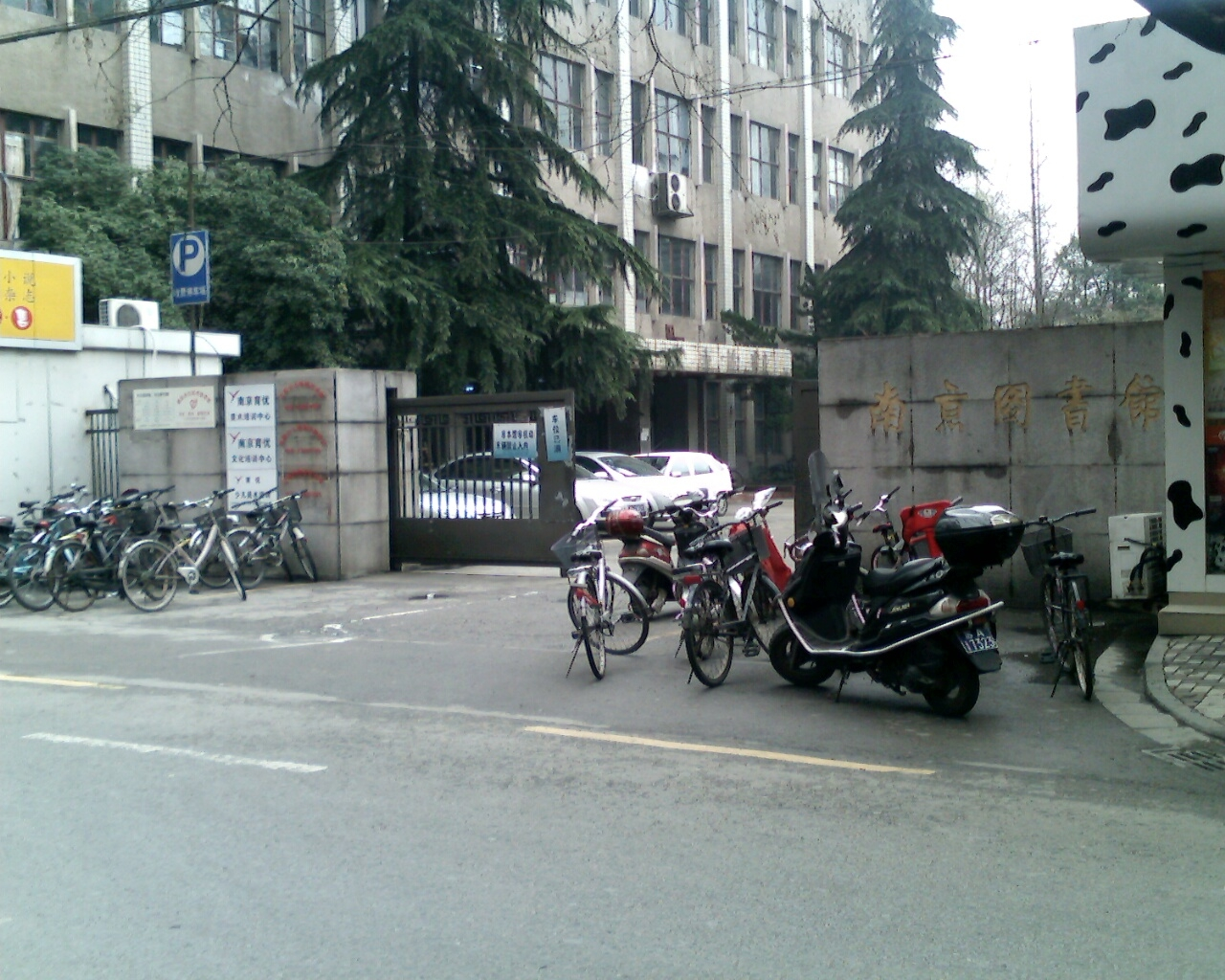
旧馆大门
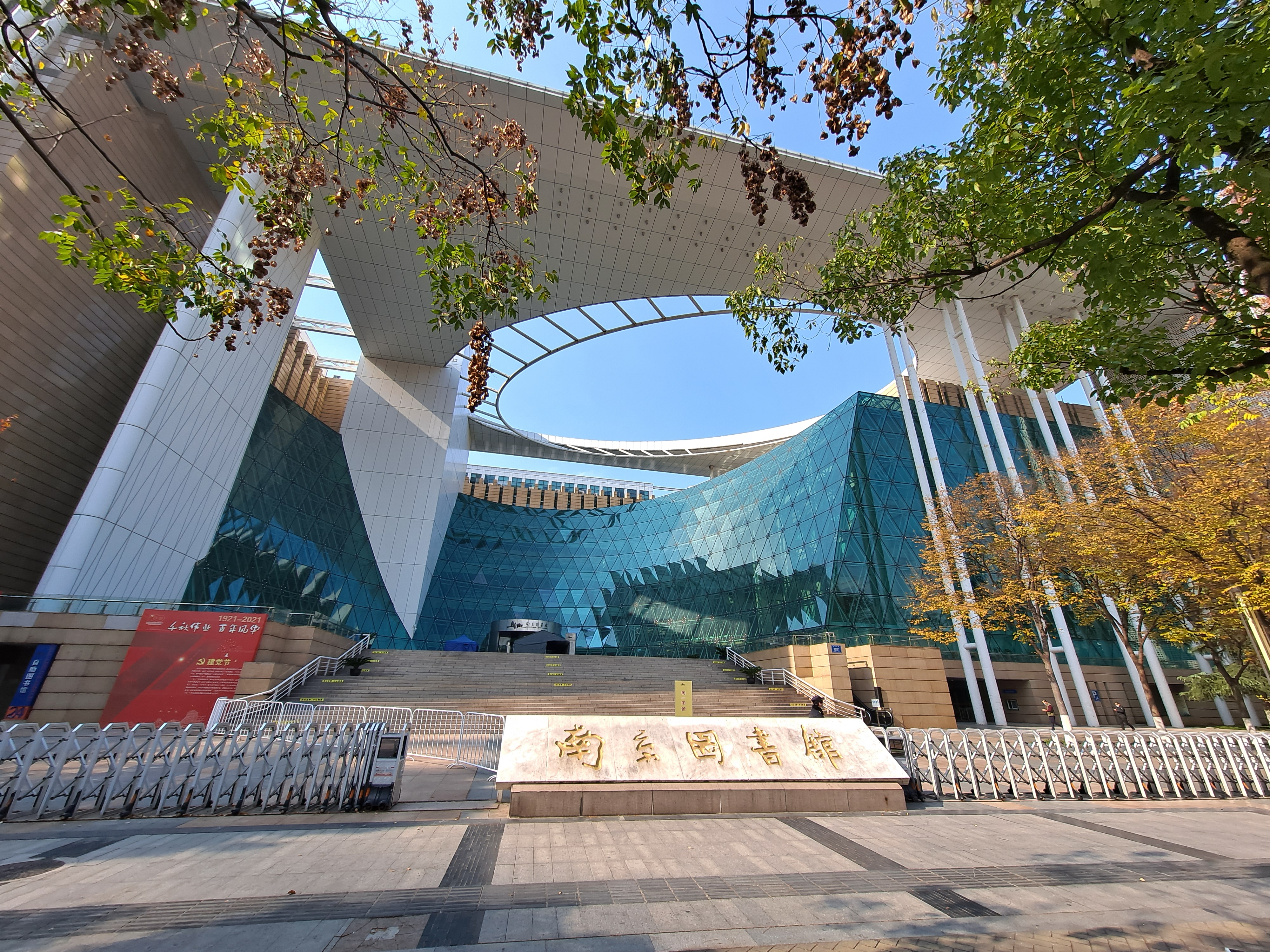
新馆大门
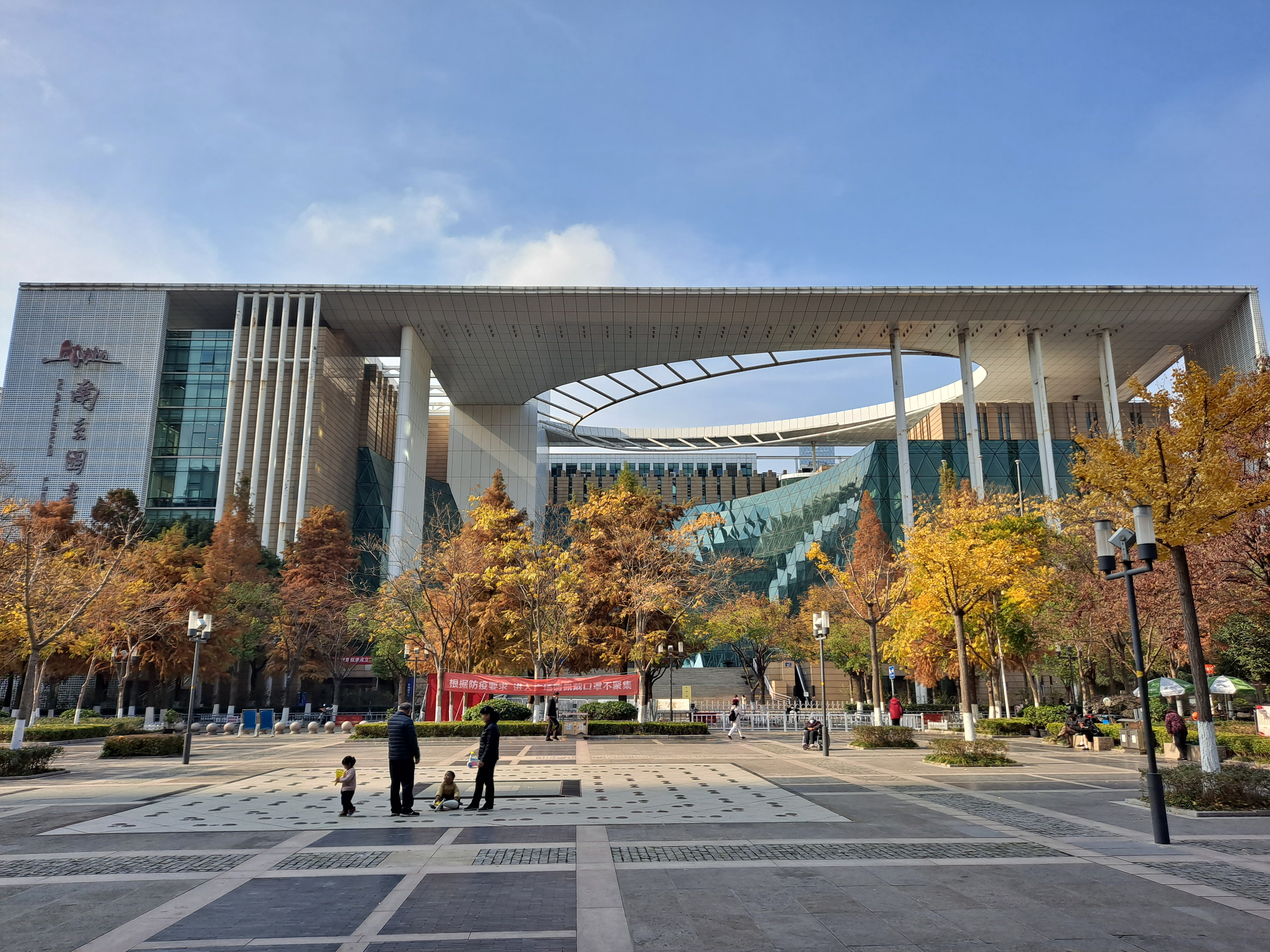
新馆正面
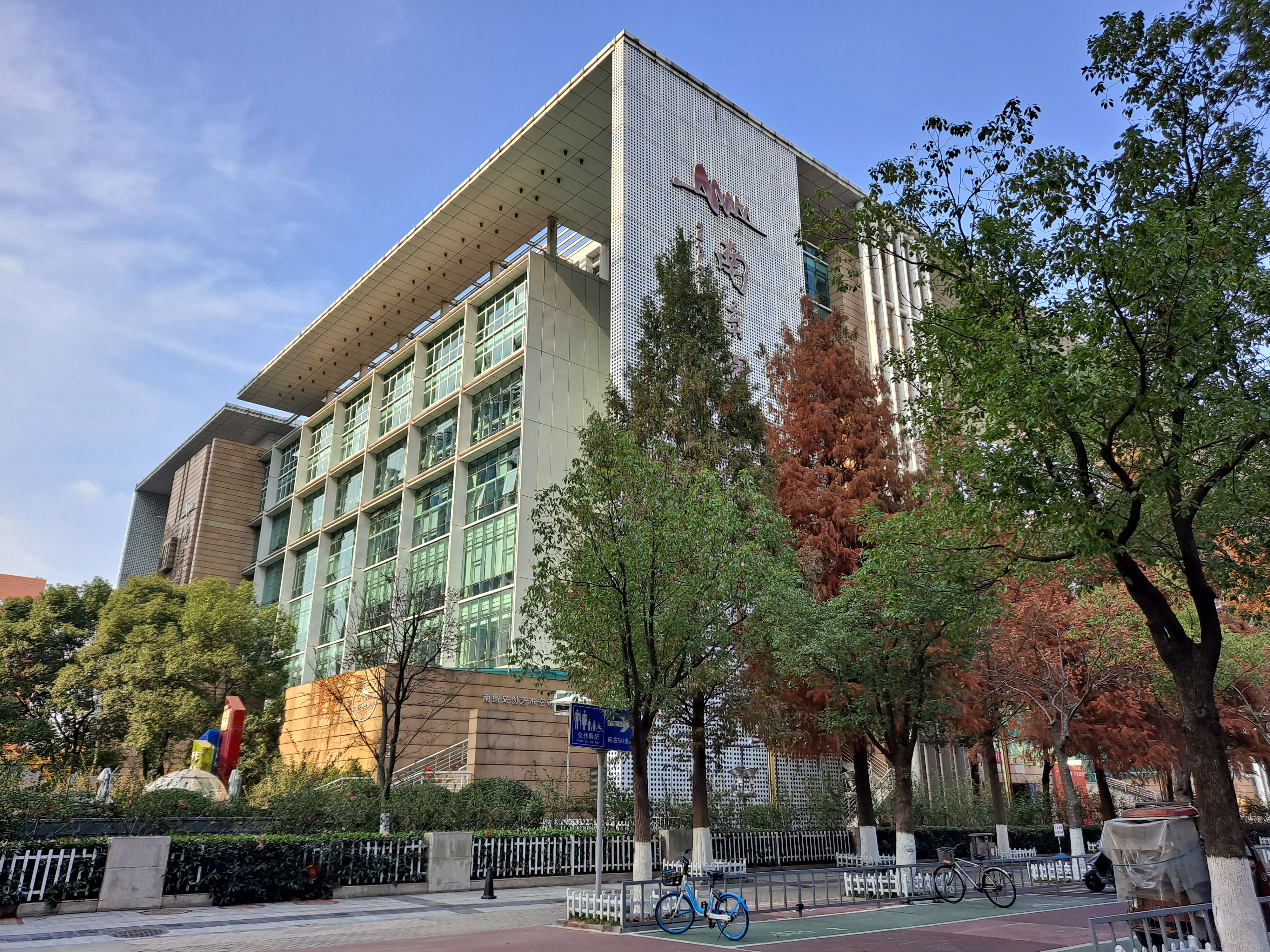
新馆侧面
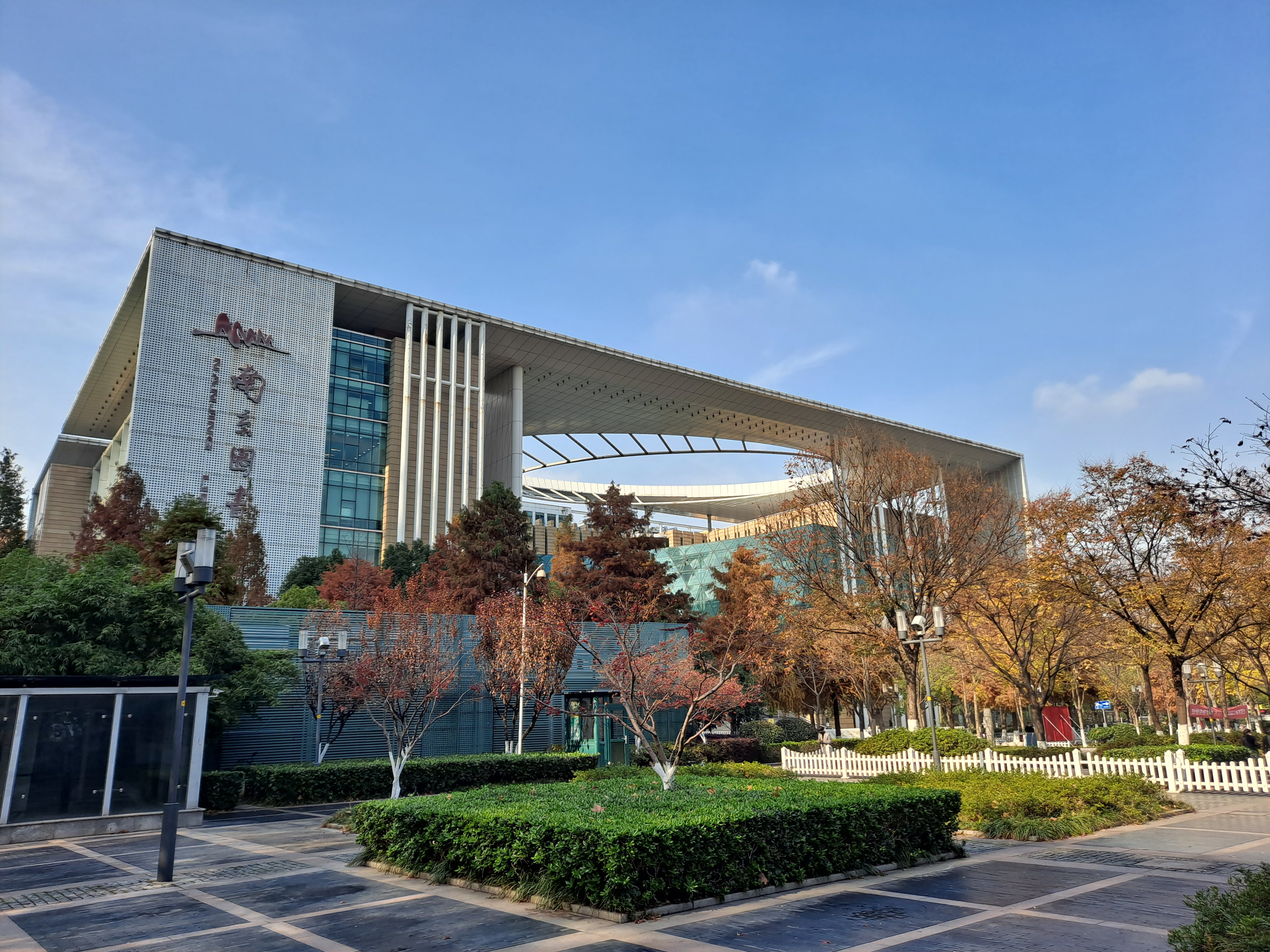
新馆侧面
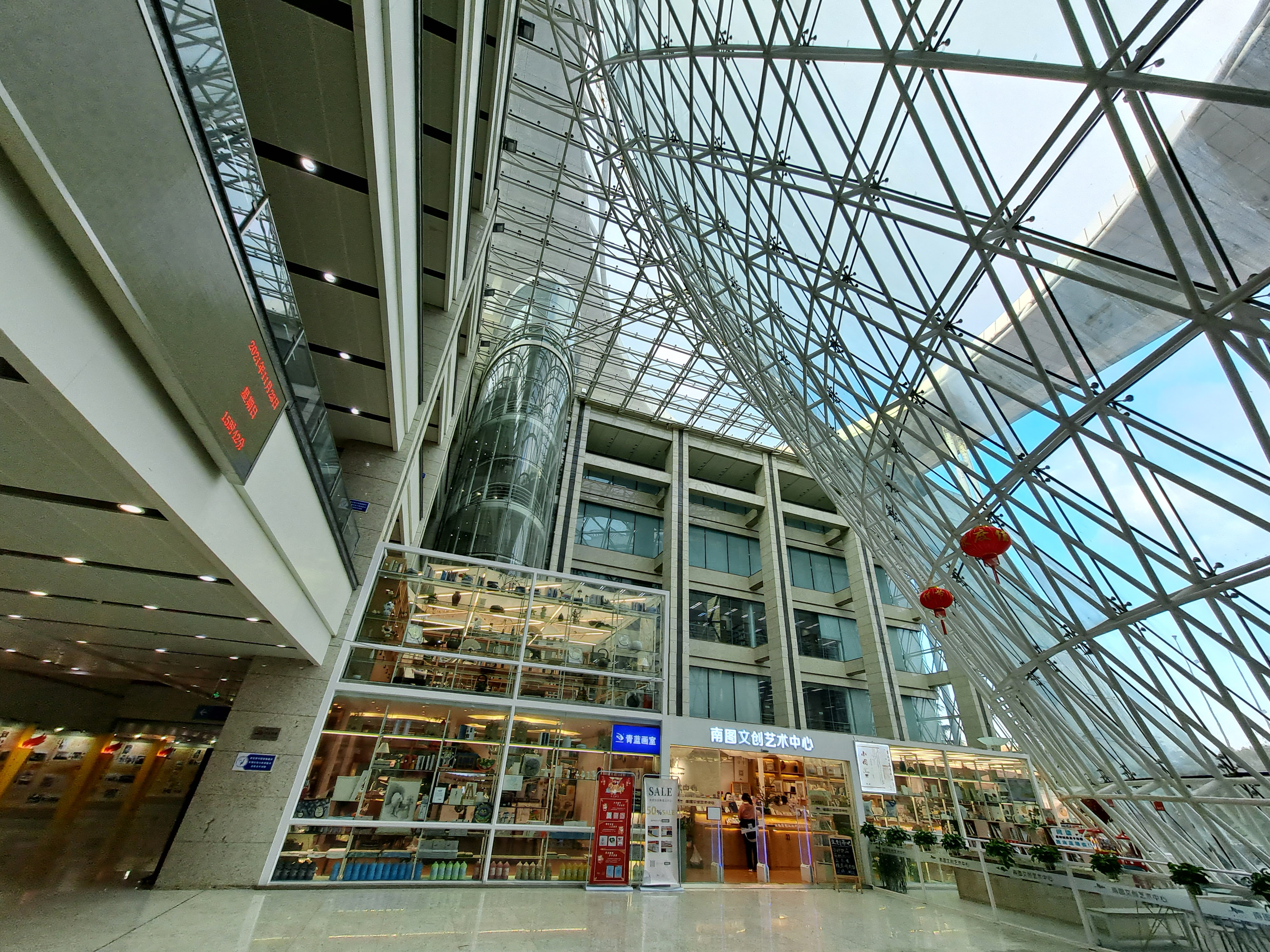
新馆大厅
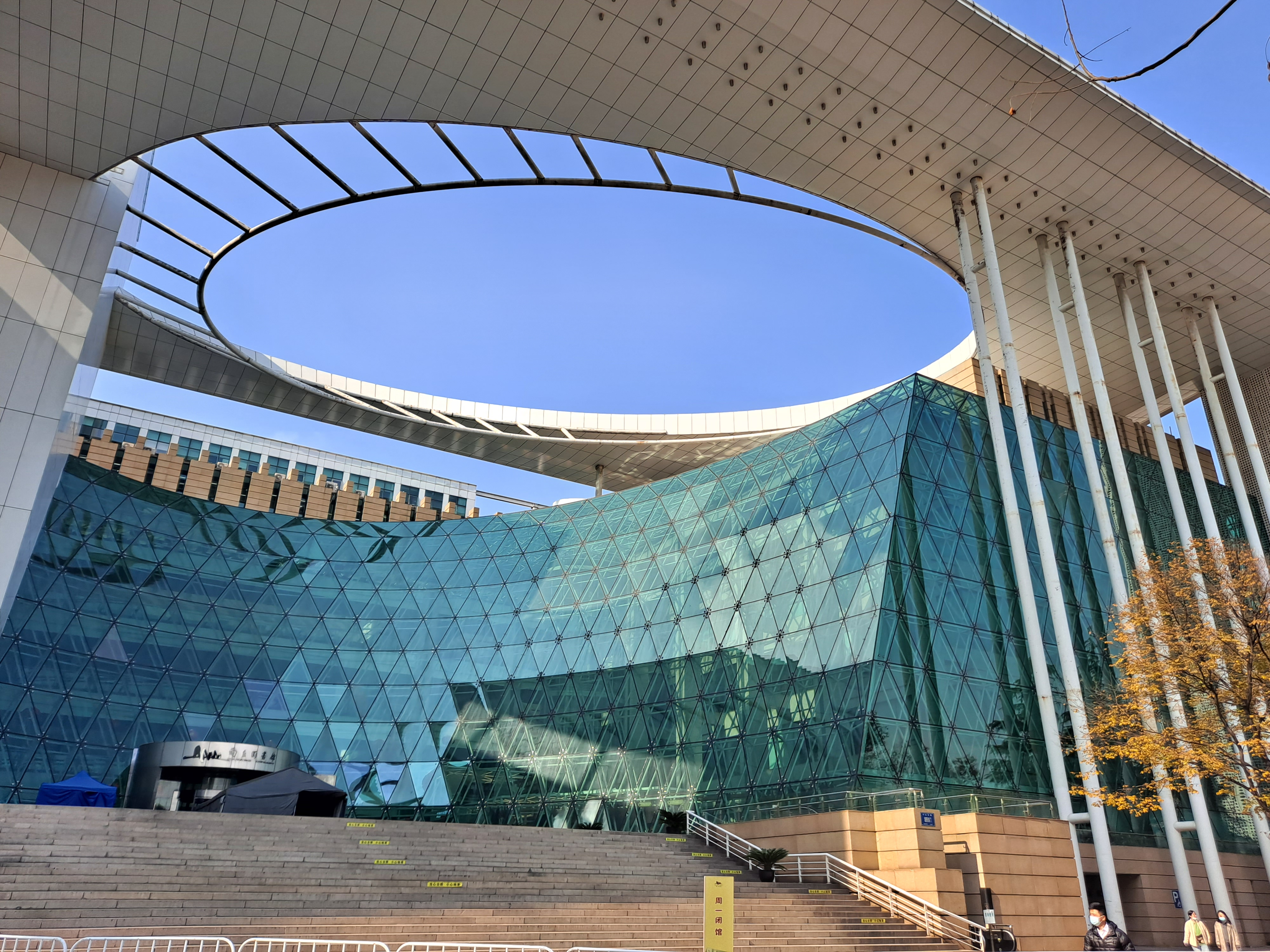
新馆装潢
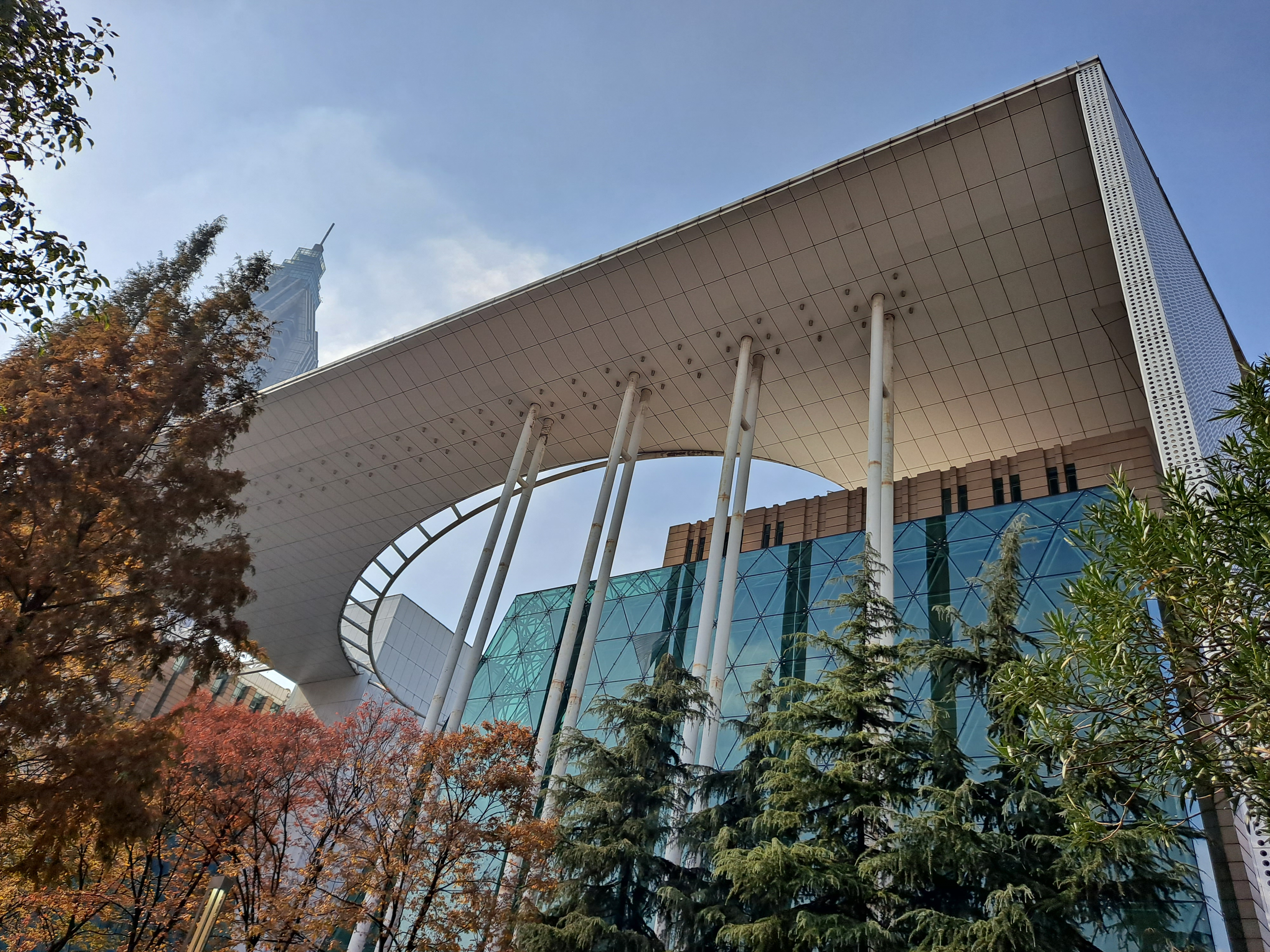
新馆装潢
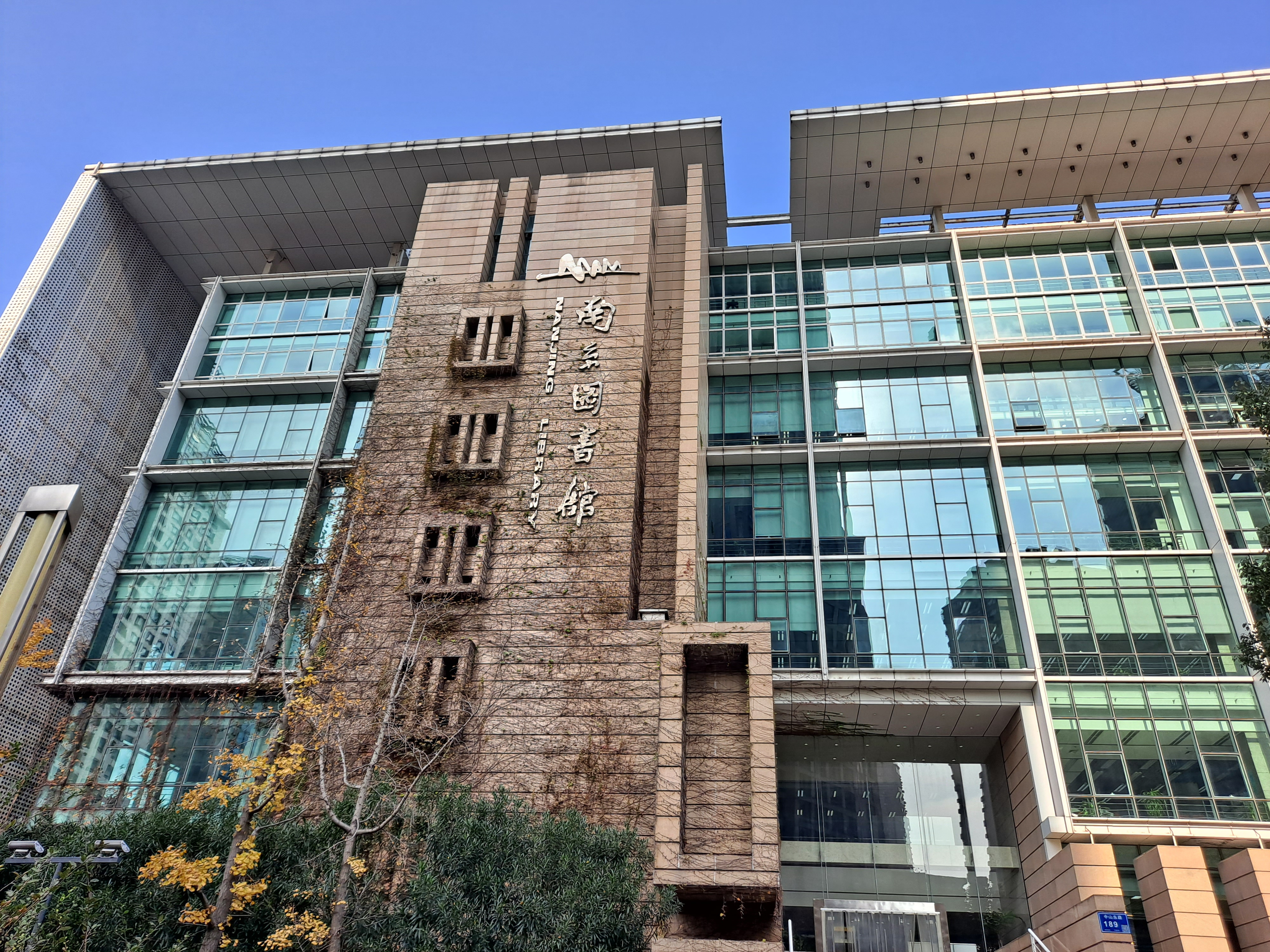
新馆标志
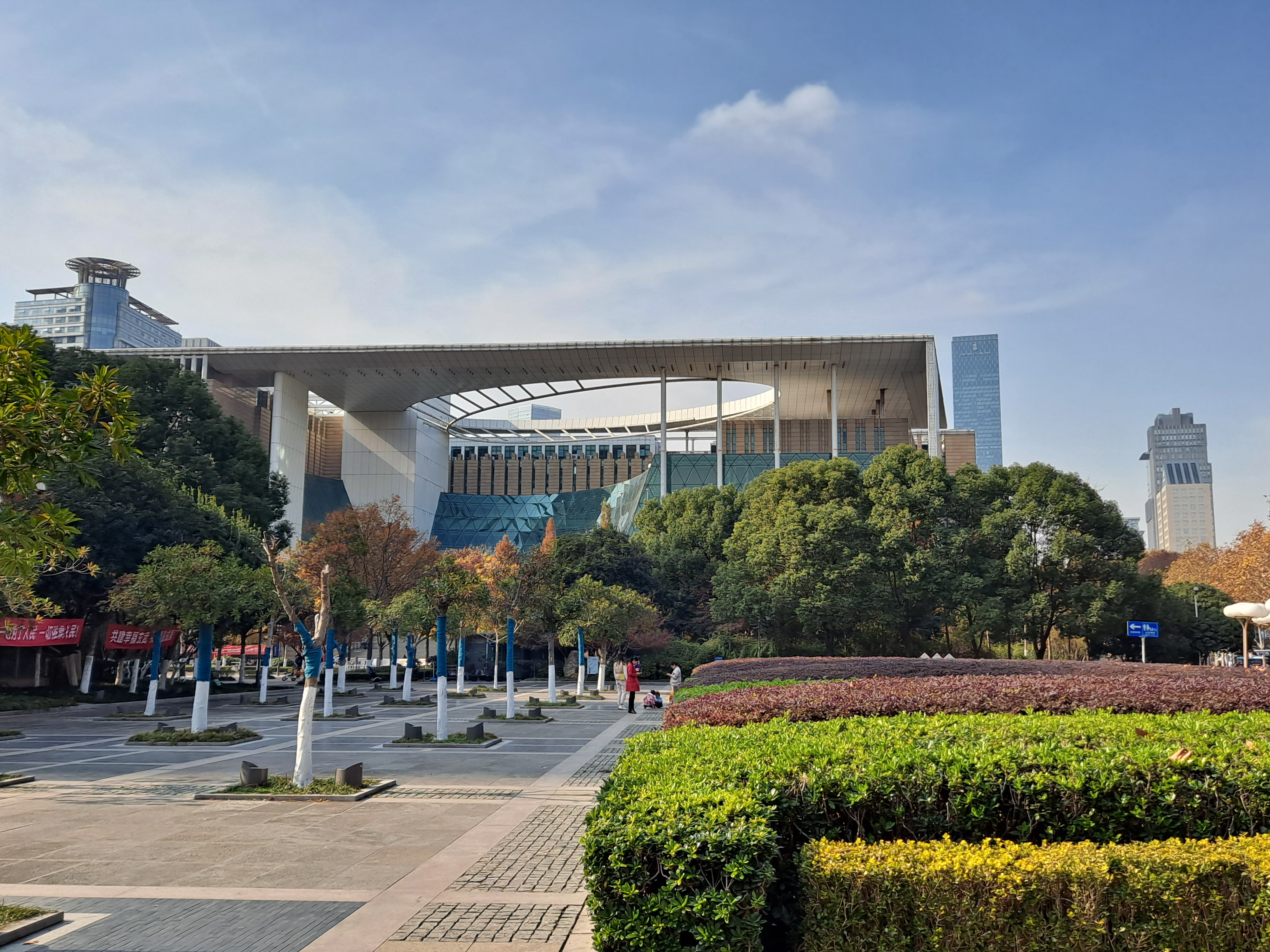
新馆花园
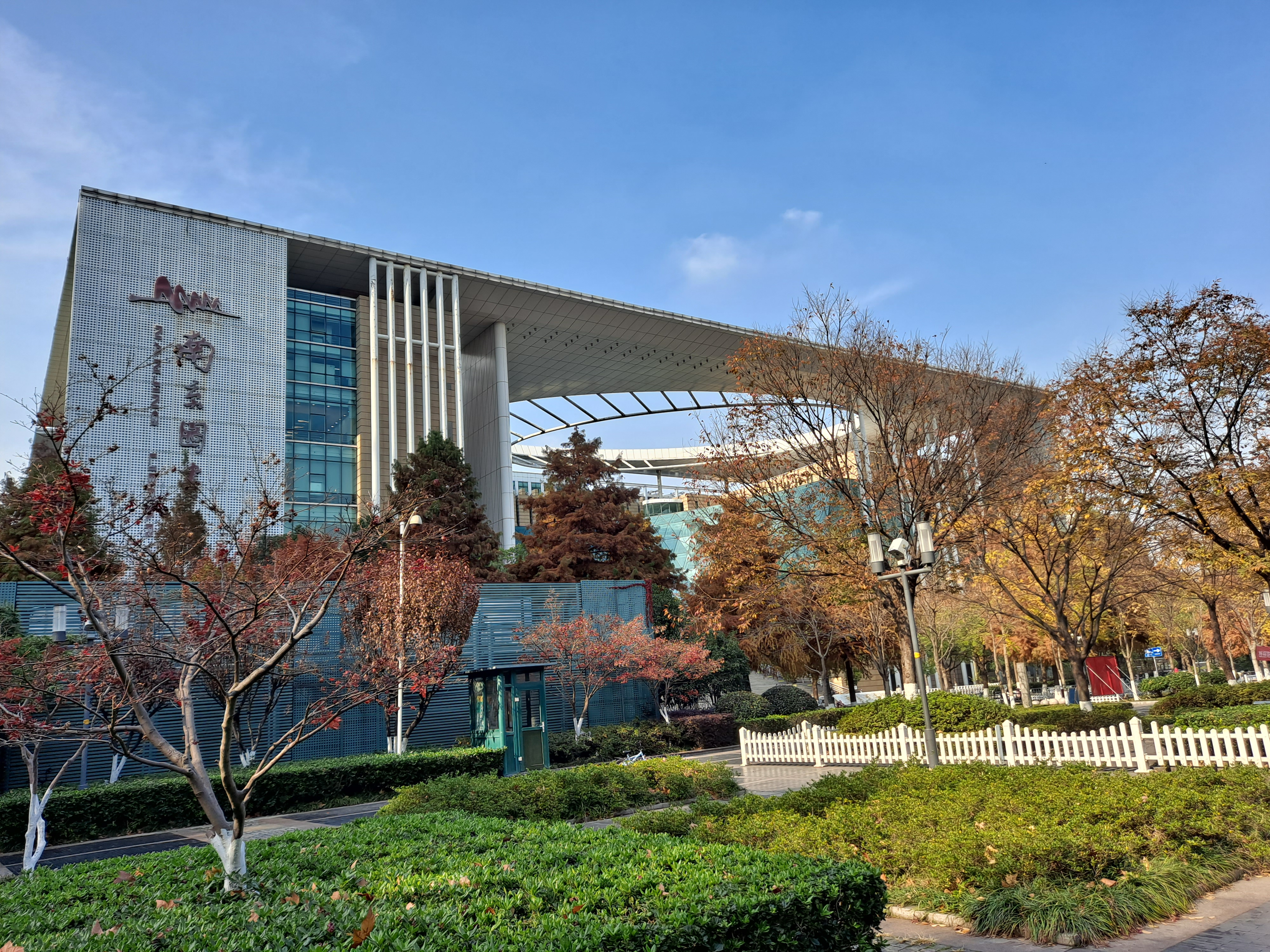
新馆花园
新馆地下層的台城遺址

## 公共交通

### 地铁
2号线   3号线 大行宫站

### 公交
| 南京图书馆（近5、6出口） | 南京图书馆（近5、6出口） | 南京图书馆（近5、6出口） | 南京图书馆（近5、6出口） | 南京图书馆（近5、6出口） |
| 编号                     | 路线                     | 路线                     | 路线                     | 备注                     |
| ------------------------ | ------------------------ | ------------------------ | ------------------------ | ------------------------ |
| Y2                       | 雨花南路总站             | ⇆                        | 幕府创新小镇             | 原 802（第一代）         |
| 3温馨线                  | 随家仓                   | ↻                        | 随家仓                   |                          |
| 3温馨线                  | 随家仓                   | ↺                        | 随家仓                   |                          |
| 9                        | 宁工新寓                 | ⇆                        | 总统府                   |                          |
| 29高峰巴士               | 杨庄                     | ⇆                        | 总统府                   |                          |
| 31                       | 中山码头                 | ⇆                        | 建康路                   |                          |
| 80                       | 柳营                     | ⇆                        | 集庆门大街·湖西街        |                          |
| 313                      | 集庆门                   | ⇆                        | 抗日航空烈士纪念馆       |                          |

## 开馆时间
周二到周日9:00-17:30

晚间阅览室：周二到周五17:30-21:00（法定节假日除外）

办证时间：周二到周日9:00-17:00

## 外部連結
- 南京图书馆 （页面存档备份，存于）
- 南京图书馆图书检索 （页面存档备份，存于）